# 克維特科韋 (波爾塔瓦區)
49°29′23″N 34°33′20″E / 49.48972°N 34.55556°E
克維特科韋（烏克蘭語：Квіткове），是烏克蘭的村落，位於該國中部波爾塔瓦州，由波爾塔瓦區負責管轄，處於沃爾斯克拉河畔，距離布拉諾韋2公里，海拔高度85米，2001年人口19。